# Nigel Hitchin
Nigel James Hitchin (né le 2 août 1946 à Holbrook, Derbyshire, Angleterre) est un mathématicien britannique, spécialiste de géométrie différentielle et algébrique, qu'il applique notamment à la physique théorique. Il est actuellement professeur émérite à l'Université d'Oxford.

## Biographie
Après des études élémentaires à l'école d'Ecclesbourne à Duffield, Hitchin obtient son BA en mathématiques à l'Université d'Oxford (Jesus College) en 1968. Il prépare également un doctorat (au sein du Wolfson College, toujours à Oxford) et soutient en 1972 sa thèse intitulée « Variétés différentielles : l'espace des spineurs harmoniques » sous la direction de Brian Steer et de Michael Atiyah.
De 1971 à 1973 il est professeur invité à l'Institute for Advanced Study de Princeton. En 1973 et 1974 il visite le Courant Institute of Mathematical Sciences à l'Université de New York. Il entame ensuite une carrière académique à l'Université d'Oxford : research fellow, tutor, lecturer puis fellow du collège Sainte Catherine. En 1990 il est nommé professeur à l'Université de Warwick. En 1994 il est nommé professeur (Rouse Ball Professor of Mathematics) à l'Université de Cambridge. En 1997 il est nommé fellow du New College in Oxford, ainsi qu'à la Chaire savilienne de géométrie de l'Université d'Oxford, poste où il succède à Michael Atiyah et qu'il a occupé jusqu'à sa retraite en 2016.
Il est élu en 1991 fellow de la Royal Society. En 2013 il rejoint l'Academia Europaea. 
Hitchin est élu membre honoraire du Jesus College de l'Université d'Oxford en 1998.
En 2012 il est élu fellow de l'American Mathematical Society.
Il devient docteur honoris causa de l'Université de Bath en 2013 et de l'Université de Warwick en 2014.
Hitchin est le lauréat du prix Berwick en 1990, de la médaille Sylvester en 2000, du prix Pólya en 2002, et du prix Shaw en 2016.
Il a dirigé la revue Mathematische Annalen jusqu'en 2013.

## Travaux

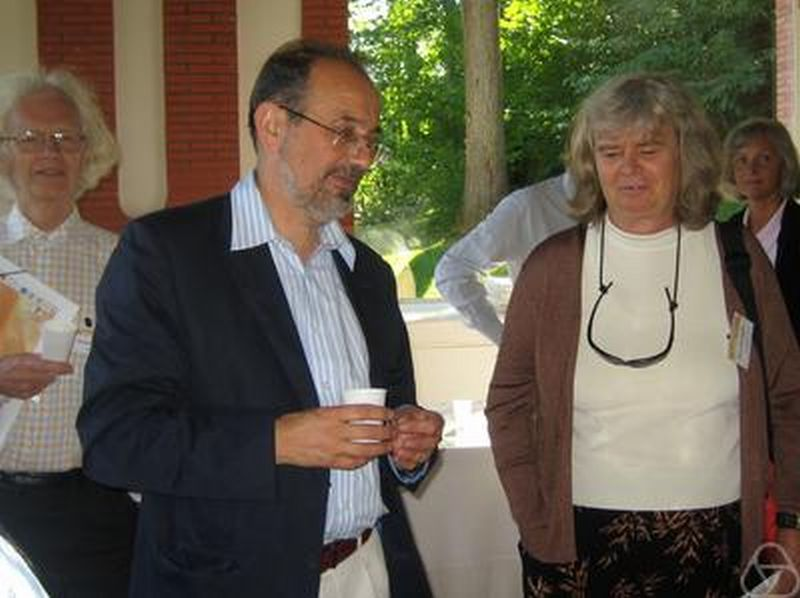
De gauche à droite : Hermann Karcher, Nigel Hitchin (centre), Karen Uhlenbeck, à la conférence Bourguignon 2007 à Bures-sur-Yvette.

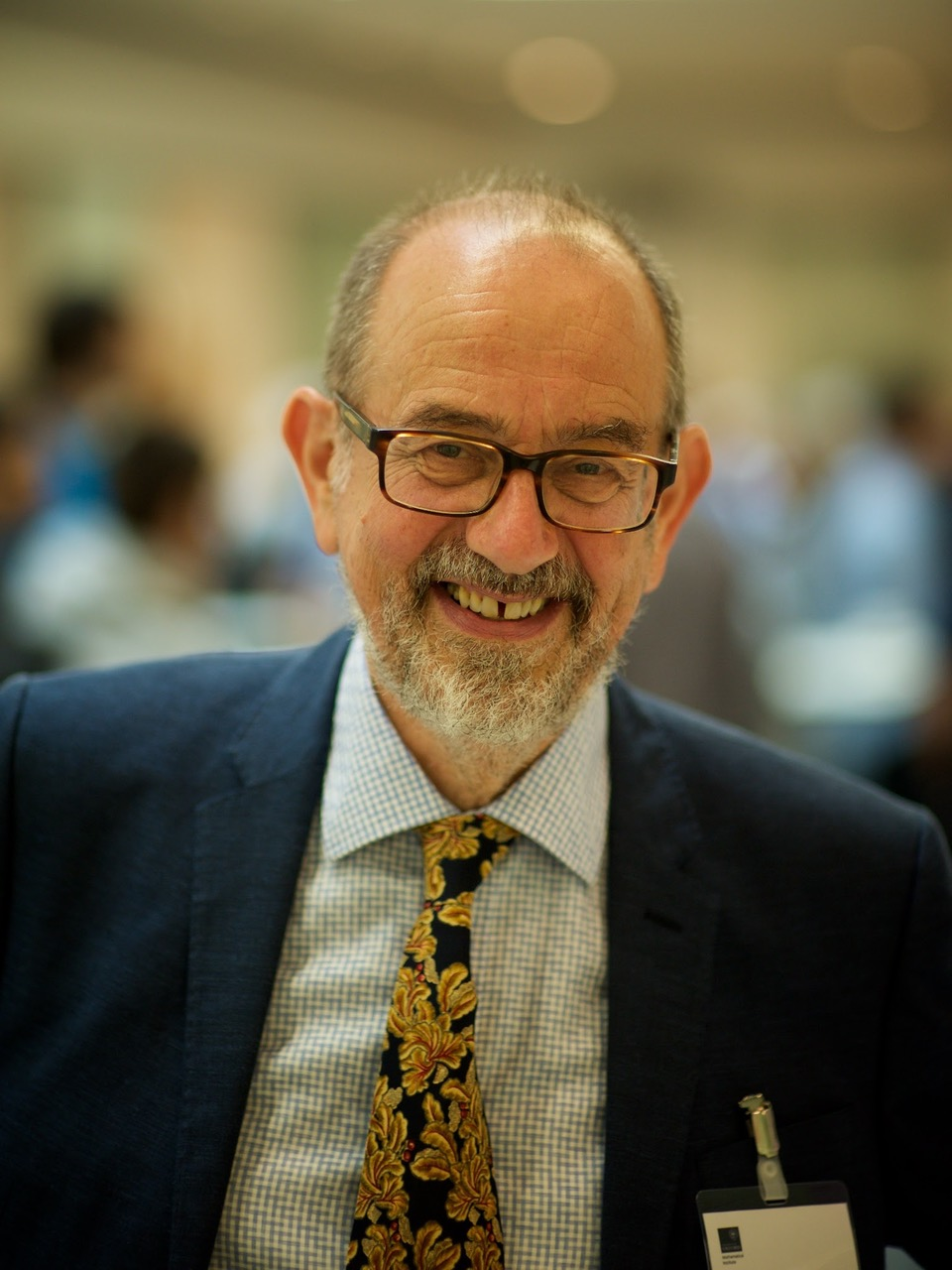
Hitchin en 2016 à l'occasion d'une conférence organisée pour célébrer ses 70 ans, à l'Université d'Oxford.

Les travaux de Hitchin portent sur la géométrie des théories physiques modernes, notamment la théorie de la relativité générale, les théories quantiques des champs, et les théories des cordes. 
Dans ce cadre il a introduit de nombreux outils et résultats : les fibrations de Hitchin (pour étudier un certain type de systèmes intégrables), l'inégalité de Hitchin-Thorpe (une restriction sur les 4-variétés qui peuvent être équipées d'une métrique d'Einstein), la métrique d'Atiyah-Hitchin, le théorème d'Atiyah-Hitchin-Singer (qui donne la dimension de certains champs de Yang-Mills sur la 4-sphère), la construction d'Atiyah-Drinfeld-Hitchin-Manin (ADHM, qui porte sur la construction d'instantons), les quotients hyperkähleriens (liés à l'étude de la supersymétrie), les variétés complexes généralisées (pour l'étude des variétés de Calabi-Yau). Il a également formulé la conjecture de Kobayashi-Hitchin, prouvée en 1982 par Donaldson, Uhlenbeck et Yau.